# 1977 en architecture
| Années de l'architecture : 1974 - 1975 - 1976 - 1977 - 1978 - 1979 - 1980    |
| Décennies de l'architecture : 1940 - 1950 - 1960 - 1970 - 1980 - 1990 - 2000 |

Cet article présente les faits marquants de l'année 1977 en architecture.

## Réalisations
- 31 janvier : inauguration du centre national d'art et de culture Georges-Pompidou, Paris, France. Renzo Piano et Richard Rogers.

## Récompenses
- Grand prix national de l'architecture : Paul Andreu, Roland Simounet.

## Naissances
- x

## Décès
- x